# Victor Ricois
Charles-Victor Ricois, dit Victor Ricois, né le 21 mars 1846 à Orléans (Centre-Val-de Loire) et mort 13 juillet 1903 à Courbevoie (Hauts-de-Seine), est un journaliste et militant anarchiste français.

## Biographie
Né en 1846, Victor Ricois est élevé par son père Louis Eugène Ricois et sa mère Victoire Désirée Scolastique Madre. Par la suite, il devient gérant de journaux anarchistes comme, de 1880 à 1881, de La Révolution sociale. En 1883, il devient, avec l'anarchiste Eugène Caron, le secrétaire du groupe La Panthère des Batignolles puis, la même année, publie un journal intitulé Anarchie et autorité.

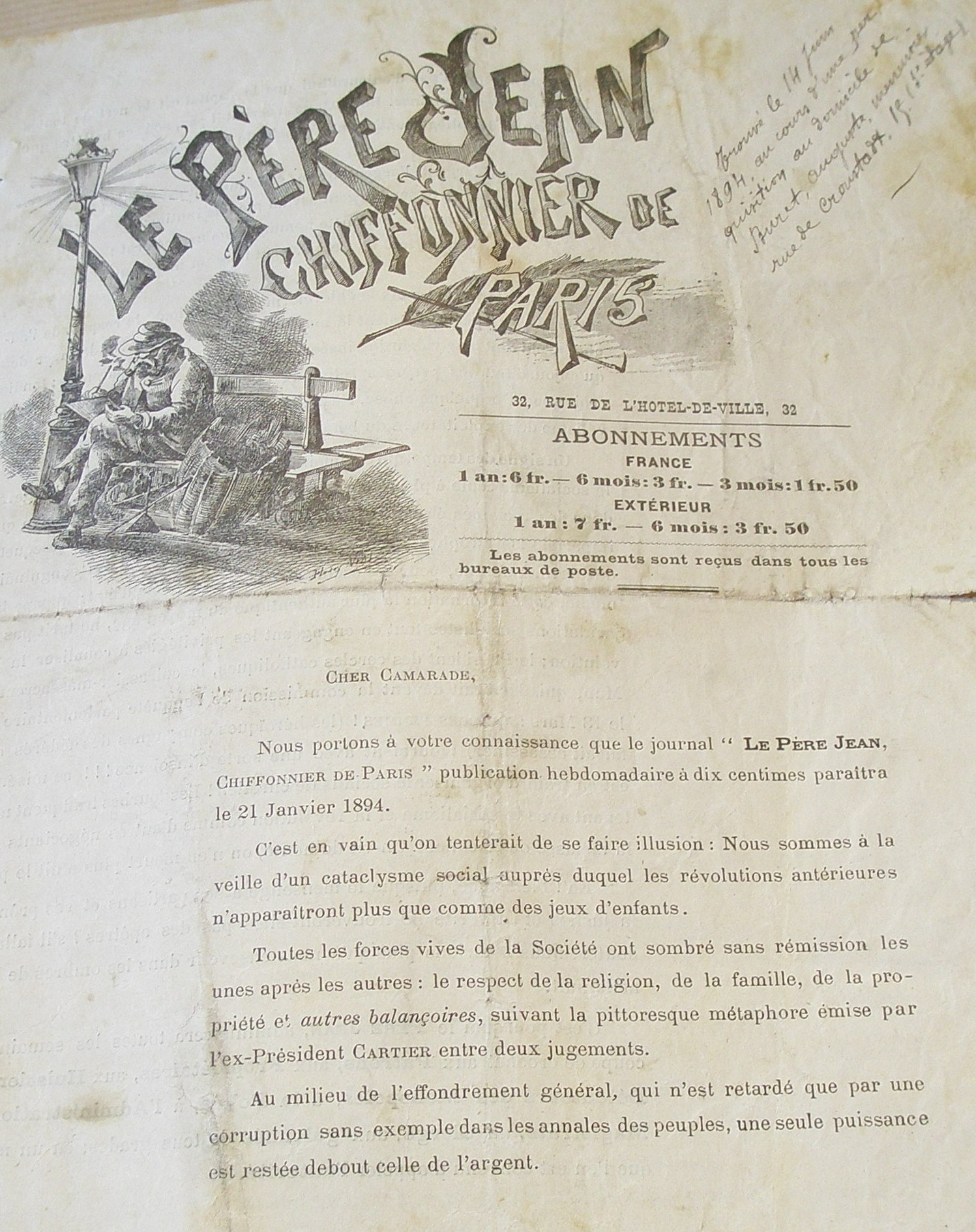
Prospectus de lancement journal "Le Père Jean, chiffonnier de Paris".

Par la suite, il cherche à lancer un nouveau journal intitulé Le Père Jean, chiffonnier de Paris, annoncé pour le 21 janvier 1894. Le but affiché du journal est de donner "des coups de crochet aux patrons, aux propriétaires, aux huissiers, aux détenteurs de monopoles, à la police, à l’administration, aux magistrats, au clergé, aux galonnés de tous grades en un mot, à ce que l’on est convenu d’appeler l’autorité." Mais la parution est finalement annulée milieu janvier.

En 1899, il publie, dans le journal Le Cri de Révolte (repris dans le journal blanquiste Ni Dieu ni Maître, organe du Comité central socialiste révolutionnaire et de la Jeunesse Blanquiste), un article antisémite appelé "Vendus aux juifs" destiné à encourager les anarchistes à se départir de l'Affaire Dreyfus et à combattre les juifs :
Compagnons ! D’étranges bruits circulent, qui bourdonnent sinistres, désespérants, aux oreilles des anarchistes convaincus, leur lapide le cœur comme, chaque fois qu’il s'abat sur le col d’un frère, le couteau de la guillotine leur obscurcit la vue d’un nuage de sang... Compagnons ! ON DIT QUE VOUS ÊTES VENDUS AUX JUIFS !! Hélas ! il faut bien reconnaître que votre attitude dans cette ténébreuse affaire Dreyfus n'est point faite pour démentir ces bruits, attitude qui angoisse ma croyance en l’anarchie, qui torture mon amour de la liberté. Qu’allez-vous faire au sein de cette race dont l’ordre du jour est : Domination absolue ? Les juifs vous auraient-ils promis de rendre à la liberté ceux de nos frères qui meurent lentement dans les bagnes de la République ! (...)
Compagnons ! En vous fourvoyant dans le bourbier de l'affaire Dreyfus, vous devenez les associés d’une bande de rastaquouères dont vous serez les premières victimes. Le juif n’a point d’alliés, il n’en peut avoir, par la seule raison que le juif ne travaille que pour lui. Le juif n’est ni conservateur, ni opportuniste, ni radical, ni socialiste. Le juif poursuit à travers le monde son but unique : rançonner, exploiter, pressurer et voler le non-juif pour la plus grande gloire du Talmud et pour la seule satisfaction de ses passions personnelles. Le juif est juif. Rien autre.

Compagnons ! Au nom de nos martyrs! Au nom de ceux qui, comme moi, ont connu les longues heures de la captivité pour l’« Idée», séparez-vous de celte cohorte aussi louche que malpropre. Flambez les feuilles et les pamphlets coupables que vous avez écrit sous la dictée d'une pensée humanitaire sans doute, et reprenez votre place à l’avant-garde de l’armée prolétarienne marchant à la conquête de la Justice juste et de la vérité vraie, dans la Liberté.

## Sources
1. ↑  Marianne Enckell, « Notice RICOIS Victor (Charles, Victor) [Dictionnaire des anarchistes] »
2. ↑  « Les Anarchistes », La France,‎ 18 janvier 1894, page 2/3 (lire en ligne)
3. ↑  « Vendus aux juifs », Ni Dieu, ni maître,‎ 1er juin 1899, page 3/4 (lire en ligne)